# فابيان مونزون
لوسيانو فابيان مونزون (بالإسبانية: Luciano Fabián Monzón)‏ هو لاعب كرة قدم أرجنتيني في مركز الظهير الأيسر ولد في يوم 13 أبريل 1987 في بلدة غرانديرو بايغوريا في الأرجنتين، يلعب حالياً مع نادي نادي أونيفرسيداد دي تشيلي وسبق له اللعب مع أندية بوكا جونيورز ونادي كاتانيا ونادي فلومينينسي ونادي ليون ونادي نيس وريال بيتيس، كما لعب مع منتخب الأرجنتين لكرة القدم في 7 مباريات دولية، وفاز مع المنتخب الأولمبي بالميدالية الذهبية في دورة الألعاب الأولمبية الصيفية 2008 في بكين، يبلغ طوله 179 سم.

## روابط خارجية
- فابيان مونزون على موقع الاتحاد الدولي (مؤرشف)  (الإنجليزية)
- فابيان مونزون على موقع قاعدة بيانات كرة القدم.إي يو (الإنجليزية)
- فابيان مونزون على موقع ليكيب (الفرنسية)
- فابيان مونزون على موقع ناشيونال فوتبول تيمز (الإنجليزية)
- فابيان مونزون على موقع Soccerway.com (الإنجليزية)
- فابيان مونزون على موقع عالم كرة القدم.نت (الإنجليزية)
- فابيان مونزون على موقع أوليمبيديا (الإنجليزية)
- فابيان مونزون على موقع AS.com (الإسبانية)